# Росси, Агустин
Агустин Оскар Росси (исп. Agustín Óscar Rossi; род. 18 октября 1959, Вера) — аргентинский политик. На протяжении всей своей карьеры Росси занимал ряд важных политических постов, в первую очередь в качестве министра обороны во время президентства Кристины Фернандес де Киршнер (2013—2015) и Альберто Фернандеса (2019—2021). Также был народным депутатом от родного Санта-Фе. С 15 февраля по 10 декабря 2023 года — глава кабинета министров Альберто Фернандеса.

## Ранняя жизнь и образование
Родился 18 октября 1959 года в Вере, маленьком городке на севере провинции Санта-Фе, где он провёл свою раннюю юность. Он переехал в Росарио, когда ему было 17 лет, и получил диплом инженера-строителя в Национальном университете Росарио.

## Политическая карьера

### Провинциальная карьера
Росси был членом Молодёжного университета перонистов в 1970-х годах и присоединился к Партии юстициалистов в 1980-х годах. В 1987 году был избран в Совещательный совет Росарио, но вернулся к своей частной практике в 1991 году. Росси вернулся в политику в 2001 году, был избран в Совещательный совет в 2002 году и председательствовал в этом органе с 2004 по 2005 год.
На выборах в законодательные органы 2005 года он баллотировался в нижнюю палату Конгресса от Фронта победы, крупнейшей фракции Партии юстициалистов, сформированной сторонниками президента Нестора Киршнера. Его кампания опиралась на успешную политику, проводимую Киршнером на национальном уровне, и была сосредоточена на получении поддержки; Росси, ещё малоизвестный в провинции, представился «кандидатом Киршнера». Список партии «Фронт победы» во главе с Росси занял второе место (с 33 % голосов) после списка Социалистической партии во главе с Гермесом Биннером (43 %).

### Условия Конгресса и Министерство обороны
Затем он стал главой блока «Фронт победы» в нижней палате Конгресса. В этом качестве он взял на себя задачу навязать партийную дисциплину, одновременно заручившись законодательной поддержкой политики Киршнера; он заявил, что «блок [принадлежащий правящей партии] играет фундаментальную роль законодательной ветви правительства. Я не могу представить себе блок [правительственной партии], который сомневается или критикует проекты правительства. Общество говорит нам: «Я выбираю вас для усиления курса действий, инициированного президентом».
Росси был кандидатом на предварительных выборах FpV на пост губернатора Санта-Фе на выборах 2007 года. Его соперником внутри партии был национальный депутат и бывший министр иностранных дел Рафаэль Бьелса, родившийся в Росарио. Мэр Рафаэлы Омар Перотти тоже какое-то время проводил кампанию, но в конце концов сдался и поддержал Бьелсу. В классической каудилистской манере, преобладавшей в политике Аргентины последнего столетия, Росси настаивал на проведении первичных выборов, хотя некоторые члены партии, в том числе Бьелса, скорее предпочли бы вести переговоры о выдвижении кандидатуры на основе консенсуса. Росси также заявил, что хотел, чтобы сестра Бьелсы Мария Эухения (тогда вице-губернатор Санта-Фе) была включена в его партийный список, хотя вместо этого он выбрал Хорхе Фернандеса, бывшего министра образования во время правления Виктора Ревильо. В конечном итоге Бьелса был выбран кандидатом от партии на первичных выборах 1 июля 2007 года, но впоследствии проиграл выборы социалисту Гермесу Биннеру.
Росси продолжал выполнять свою роль лидера большинства в Палате депутатов в качестве главы блока «Фронт победы», который сохранил большинство в палате. Президент Кристина Фернандес де Киршнер назначила его на пост министра обороны Аргентины 30 мая 2013 года.

### Министр обороны Аргентины (2019—2021)

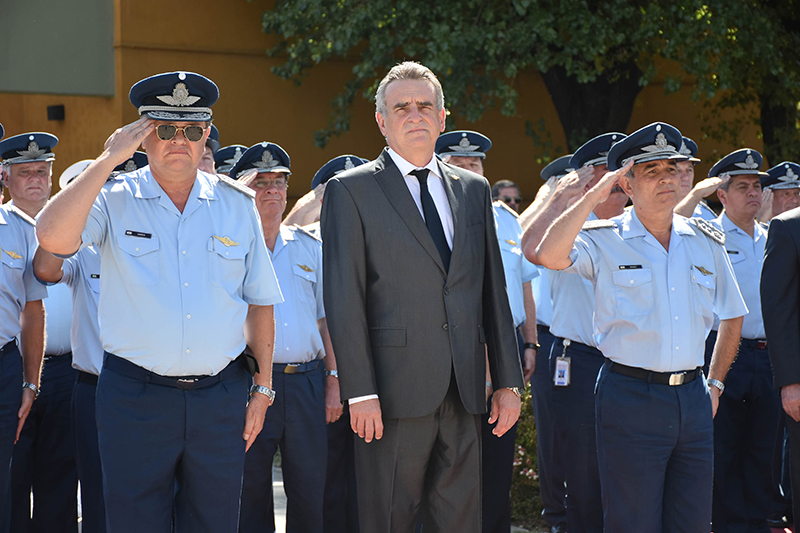
Росси вместе с бригадными генералами Энрике Амрейном и Ксавьером Исааком

10 декабря 2019 года президент Альберто Фернандес назначил его министром обороны нации и поручает ему встать на службу президенту Себастьяну Пиньере и правительству Чили для сотрудничества в поиске и спасении самолёта Hercules C130.